# Dorypteryx pallida
Dorypteryx pallida är en insektsart som beskrevs av Samuel Francis Aaron 1883. Dorypteryx pallida ingår i släktet Dorypteryx och familjen styltstövlöss. Inga underarter finns listade i Catalogue of Life.